# Aéroport d'Orly (métro de Paris)
Pour un article plus général, voir Aéroport de Paris-Orly.
Aéroport d'Orly est une station terminus de la ligne 14 du métro de Paris, située au sein de l'enceinte de l'aéroport d'Orly, sur le territoire de la commune de Paray-Vieille-Poste. Elle doit être également la station terminus de la ligne 18 en 2027.

## Situation
Lors de son ouverture en juin 2024, elle devient la station la plus méridionale du réseau métropolitain parisien, et la première située dans l'Essonne, et en même temps la première située au-delà de la petite couronne.
La station a permis une amélioration significative de la desserte de l'aéroport en transport en commun, précédemment assurée surtout par la route, à côté de la ligne Orlyval et de la ligne de tramway T7.
L'aéroport est en 2024 à 16 minutes de la station de métro Olympiades contre 43 minutes en 2015. La station devrait également, en 2027, être le point de départ de la ligne 18 qui doit permettre de rejoindre notamment le pôle scientifique et technologique de Paris-Saclay et, à l'horizon 2030, la gare de Versailles-Chantiers.

## Construction

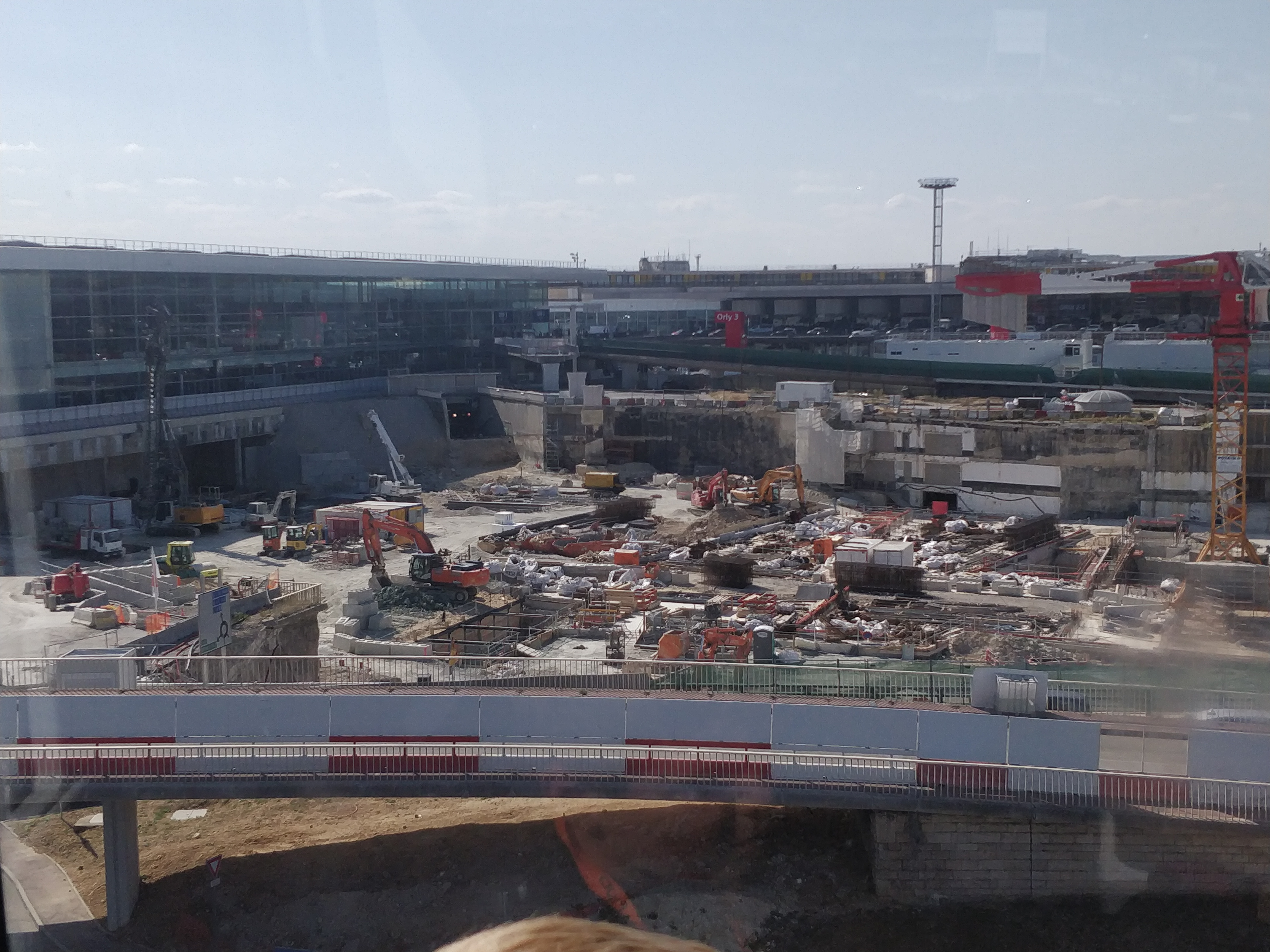
Chantier de la gare de l'Aéroport d'Orly en 2019.

La station a été construite dans le cadre du Grand Paris Express, sous maîtrise d'ouvrage de la Société du Grand Paris. La maîtrise d'ouvrage a été déléguée à Aéroports de Paris, qui est également maître d'oeuvre,. 
L'enquête publique a eu lieu du 1er juin au 9 juillet 2015. La déclaration d'utilité publique est prononcée le 27 juillet 2016.
La station est implantée au niveau de la dernière extension de l'ex-parking P0, à proximité immédiate du bâtiment de jonction reliant les terminaux 3 et 4. Il s'agit d'une station double, devant accueillir les terminus des lignes 14 et 18. La maîtrise d'œuvre de ce prolongement est confiée en juin 2015 à Setec TPI et Systra.
Les travaux débutent en mars 2017 par la démolition d'un pont routier en face du dépose minute, ainsi que de l'extension du parking P0. La construction de la gare démarre en septembre 2018 pour une livraison en 2024. Un site internet du groupe ADP permettait de suivre via des webcams le chantier au quotidien.
En avril 2023, l'extension aérienne du parking P3 est mise en service, au-dessus de la future station de métro. L'ancien parking souterrain P3 ferme lui pour 2 ans de travaux.
Le gouvernement ayant souhaité en 2014 accélérer l'extension de la ligne 14 du métro, la station est mise en service en juin 2024.

## Aménagement et décoration
La station accueille un bas-relief de Vhils en coordination avec François Tamisier, architecte en chef du Groupe ADP,. La fresque représente le Grand Paris et ses monuments, ainsi que des visages, et est composée d'azulejos.
La station comporte également sur ses quais des illustrations signées Edmond Baudoin, apposées juste sous le nom de la station.
Cette station est la première station ouverte aux voyageurs à recevoir l'aménagement des stations du Grand Paris, dont la police de caractères Grand Paris Express au lieu de la Parisine.

## Exploitation
Île-de-France Mobilités désigne RATP Dev comme opérateur provisoire de la station lors du conseil d'administration du 20 avril 2023, jusqu'en 2027 et l'ouverture de la ligne 18.

## Service aux voyageurs

### Accès
La station dispose de deux accès :
- accès 1 « Orly 1-2-3 » ;
- accès 2 « Orly 4 - T7 - Cœur d'Orly ».

Accès à la station
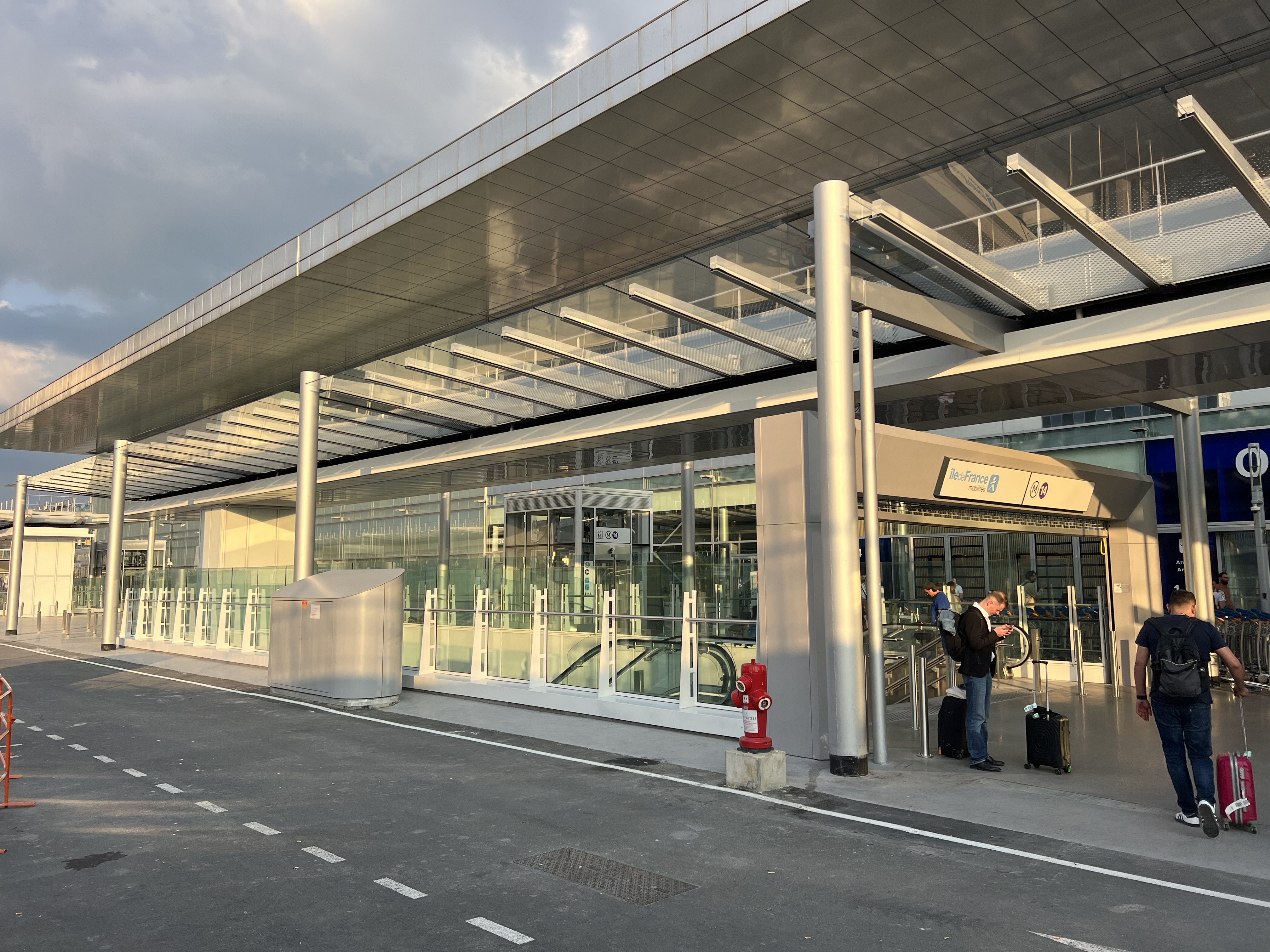
L'accès no 1 « Orly 1-2-3 ».
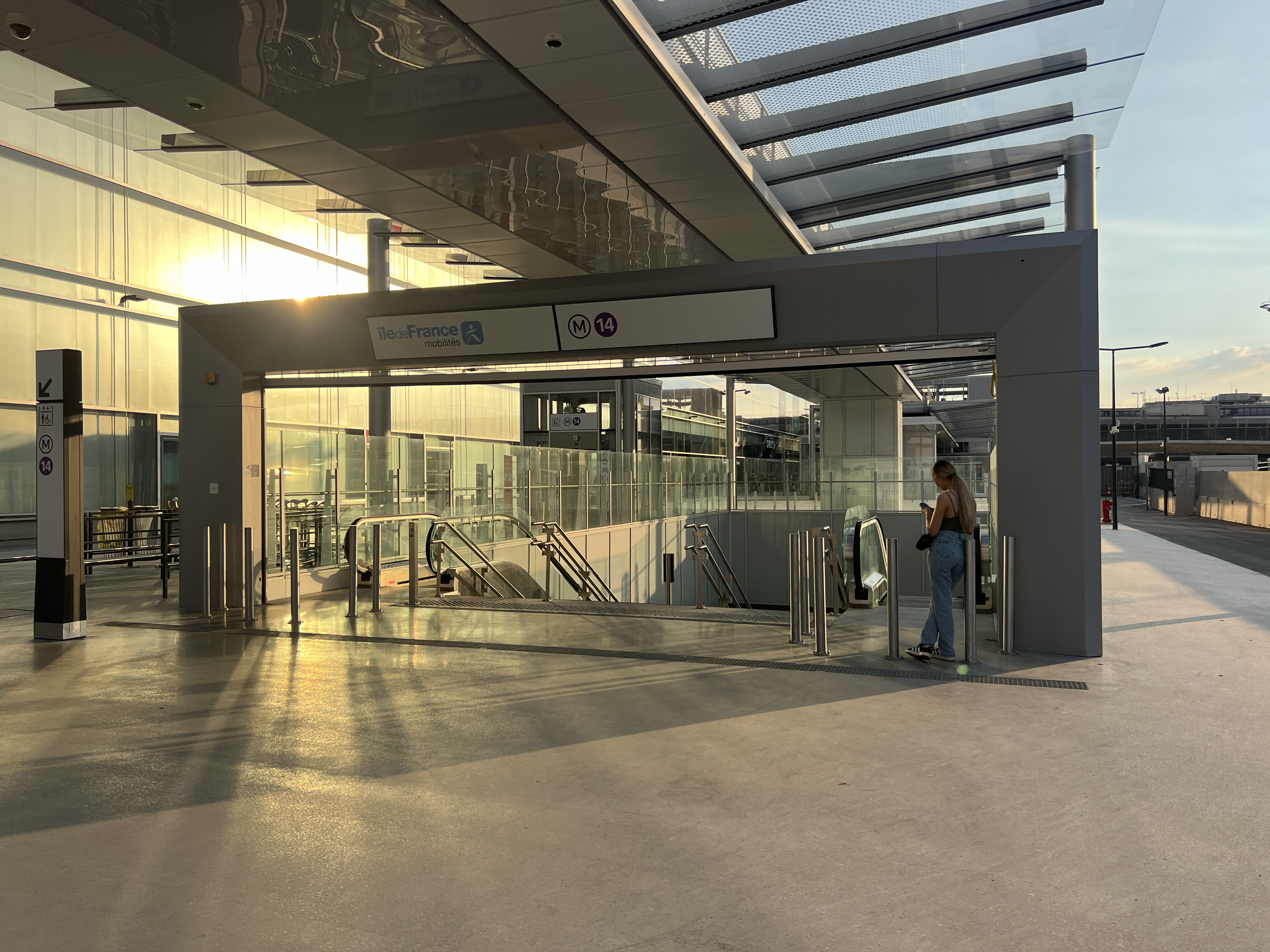
L'accès no 2 « Orly 4 - T7 - Cœur d'Orly ».

.

### Quais
La station est de configuration standard - deux quais de 120 m de long, encadrant les voies, et bordées de façades de quai montant jusqu'au plafond, caractéristiques des nouvelles stations du prolongement sud de la ligne - et également en accord avec les nouvelles normes architecturales des stations de la Société des Grands Projets, en particulier concernant la signalétique.
Les futurs quais de la ligne 18 sont situés du côté du quai arrivée de la ligne 14 et sont, pour le moment, dissimulés derrière un mur provisoire.

### Tarification
Une tarification spécifique est en place au départ de la station de l'Aéroport d'Orly. Initialement, les tickets t+ ne sont pas admis, seul le « ticket Aéroport Orly », d'un montant de 10,30 €, permet d'entrer ou de sortir de cette station et de rejoindre n'importe quelle gare ou station de métro d'Île-de-France,. Ce ticket spécifique s'achète sur smartphone ou sur un pass Navigo Easy, mais les forfaits Navigo incluant la zone 4 ( semaine, mensuel ou annuel) permettent d'accéder à cette station.
Au 1er janvier 2025 ce titre est remplacé par le nouveau ticket aéroport unique à 13 € mais les forfaits Navigo jour ne sont plus admis.

### Interconnexion
La station est en correspondance avec la ligne 7 du tramway. La ligne 14 désengorge le tramway sur sa partie nord qui voit passer tous les jours près de 30 000 personnes à la station Aéroport d'Orly. La station est aussi en correspondance avec :
- la ligne Orlyval par la station Orly 4 ;
- la ligne 183 du réseau de bus RATP ;
- la ligne 5154 du réseau de bus Île-de-France Ouest ;
- la ligne 4121 du réseau de bus Val d'Yerres Val de Seine ;
- la ligne 480 du réseau de bus de Seine Grand Orly ;
- la ligne 9112 du réseau de bus Évry Centre Essonne ;
- la navette Magical Shuttle (tarif spécial) à destination du parc Disneyland ;
- les lignes N22, N31, N131 et N139 du service de bus de nuit Noctilien.

Contrairement à la station du métro automatique Orlyval qui est « hors zone », le tramway, le métro et les bus se situent en zone 4.
L'ouverture de la station fait considérablement baisser la fréquentation de la ligne spéciale OrlyBus qui est supprimée en mars 2025.
La station devrait être en correspondance avec la ligne 18 du métro à l'horizon 2027.
La station pourrait également être en correspondance avec la future gare TGV d'Orly, dans le cadre du projet de la LGV Interconnexion Sud.

## Chiffres
Selon la Société du Grand Paris, le trafic escompté est estimé à 95 000 voyageurs par jour.

## Présence d'une station fantôme
Lors de la construction de l'aéroport d'Orly en 1961, son architecte, Henri Vicariot, prévoit un emplacement sous l'aérogare pour une future station de métro Orly-Sud. Cette station n'a jamais connu de commencement de réalisation. En revanche, deux tunnels partant vers le sud ont été construits depuis Orly-Sud vers un terminal secondaire dont on projetait la construction en face d'Orly-Sud, de l'autre côté des aires de stationnement des avions, et qui n'a jamais été construit. Ces couloirs souterrains ont été confondus avec des éléments de l'éventuelle station de métro, d'où la croyance en l'existence d'une station fantôme sous Orly-Sud.